# Alexis Argüello
Alexis Argüello, född 19 april 1952 i Managua, död 1 juli 2009 i Managua, var en nicaraguansk boxare som blev världsmästare i tre olika viktklasser: fjädervikt, lätt lättvikt och lättvikt.
Alexis Argüello ansågs vara en av de bästa boxarna någonsin från Latinamerika och var en av 1970-talets största boxningsstjärnor. Argüello erövrade sin första VM-titel 1974 när han överraskande besegrade mexikanen Ruben Olivares och blev WBA:s fjäderviktsmästare. Några år senare avsade sig Argüello titeln och erövrade i stället WBC-titeln i lätt lättvikt via en brutal K.O.-seger över Alfredo Escalara. Han försvarade VM-titeln åtta gånger innan han avsade sig den. Nästa steg i karriären blev att erövra lättviktstiteln, vilket lyckades när WBC-mästaren Jim Watt besegrades 1981. Drygt ett år senare, hösten 1982, försökte Argüello bli den första boxaren att bli mästare i fyra olika viktklasser. Motståndaren var WBA-mästaren i lätt weltervikt Aaron Pryor. Argüello var favorit, men Pryor vann på K.O. i rond 14. Matchen blev av The Ring magazine senare utnämnd till 80-talets bästa match.
Efter att även förlorat en returmatch mot Pryor året efter bestämde sig Argüello för att sluta. Han gjorde senare flera misslyckade comebackförsök. Från 2008 och fram till sin död var han borgmästare i Nicaraguas huvudstad Managua och medlem i boxningens Hall of fame.